# Lycenchelys jordani
Lycenchelys jordani és una espècie de peix de la família dels zoàrcids i de l'ordre dels perciformes.

## Morfologia
- Els mascles poden assolir 33 cm de longitud total.
- Aletes pèlviques molt petites.[4][5][6]

## Hàbitat
És un peix marí i d'aigües profundes que viu entre 1.686-2.200 m de fondària.

## Distribució geogràfica
Es troba al Pacífic oriental: des d'Alaska fins a Califòrnia (els Estats Units).

## Observacions
És inofensiu per als humans.